# Хайнрих I фон Регенсбург
Хайнрих I фон Регенсбург (на немски: Heinrich I von Regensburg; † сл. 30 септември 1083) от баварската фамилия фон Риденбург (Бабони) е бургграф и граф на Регенсбург и граф на Зинцинг.

## Произход
Той е син на граф и бургграф Рупрехт фон Регенсбург-Риденбург († сл. 1035) и съпругата му фон Швайнфурт, дъщеря на Хайнрих фон Швайнфурт, маркграф в Нордгау (* 975; † 18 септември 1017) и съпругата му Герберга фон Глайберг (* ок. 972; † сл. 1036). Внук е на Бабо I фон Регенсбург, граф в западен Донаугау, бургграф на Регенсбург († 5 март 1001/1002) и Матилда фон Швайнахгау.
Брат е на Ото фон Риденбург († 6 юни 1089), епископ на Регенсбург (1061 – 1089). Сестра му е майка на Конрад I фон Абенберг († 9 април 1147), архиепископ на Залцбург (1106 – 1147).

## Деца
Хайнрих I има децата:
- Аделаида, омъжена за граф Ото II фон Танинг, Амбрас, Дийсен, Волфратсхаузен († ок. 24 април 1122)
- Ото I († ок. 21 октомври 1143), граф и бургграф на Регенсбург, ландграф на Щефлинг, женен за Аделхайд фон Пльотцкау († 1124)
- Хайнрих II († ок. 1100/1001 в Йерусалим), бургграф на Регенсбург (1089), кръстоносец